# Uta (tysk-romersk kejsarinna)
Uta, Ota eller Oda eller född 874, död före 903, var en tysk-romersk kejsarinna, drottning av Östra Franken och drottning av Italien; gift 888 med Arnulf av Kärnten. Hon var politiskt aktiv. 
Äktenskapet arrangerades för att vinna stöd från de regerande dynastierna i Bayern och Lothringen. Uta var politiskt aktiv och stödde energiskt makens regering. Hon ingrep till förmån för Kremsmünster kloster, Altötting kloster, biskopsdömet Worms och biskopsdömet Freising. 
I juni 899 ställdes Uta för rätta inför riksdagen i Regensburg anklagad för äktenskapsbrott, men frikändes efter att 72 adelsmän gått i god för henne. Rättegången anses ha bidragit till makens död. 
Vid Arnulfs död placerades hennes minderårige son under förmynderskap av ärkebiskop Hatto I av Mainz, biskop Adalbero av Augsburg och flera stormän i stället för till henne, och hon uteslöts från styrelsen. Hon tros ha flyttat tillbaka till sin familj.  